# Wyandotte (Míchigan)
Wyandotte es una ciudad ubicada en el condado de Wayne en el estado estadounidense de Míchigan. En el Censo de 2010 tenía una población de 25.883 habitantes y una densidad poblacional de 1.425,4 personas por km².

## Geografía
Wyandotte se encuentra ubicada en las coordenadas 42°12′40″N 83°9′24″O / 42.21111, -83.15667. Según la Oficina del Censo de los Estados Unidos, Wyandotte tiene una superficie total de 18.16 km², de la cual 13.66 km² corresponden a tierra firme y (24.78%) 4.5 km² es agua.

## Demografía
Según el censo de 2010, había 25883 personas residiendo en Wyandotte. La densidad de población era de 1.425,4 hab./km². De los 25883 habitantes, Wyandotte estaba compuesto por el 94.7% blancos, el 1.31% eran afroamericanos, el 0.7% eran amerindios, el 0.51% eran asiáticos, el 0.02% eran isleños del Pacífico, el 0.9% eran de otras razas y el 1.86% pertenecían a dos o más razas. Del total de la población el 5.07% eran hispanos o latinos de cualquier raza.